# 桟橋通二丁目停留場
桟橋通二丁目停留場（さんばしどおりにちょうめていりゅうじょう）は、高知県高知市桟橋通二丁目にあるとさでん交通桟橋線の路面電車停留場。

## 歴史
当停留場は1950年（昭和25年）に開業が認可され、新設された停留場である。当時は桟橋通三丁目停留場（さんばしどおりさんちょうめていりゅうじょう）と称していた。桟橋通二丁目に改称したのは1955年（昭和30年）。同じ日には南隣に新しく桟橋通三丁目停留場が開業しており、またそれまで桟橋通二丁目を称していた北隣の停留場は桟橋通一丁目停留場へと改称している。

### 年表
- 1950年（昭和25年）8月5日：土佐電気鉄道の桟橋通三丁目停留場として開業が認可される[1]。
- 1955年（昭和30年）6月20日：桟橋通二丁目停留場に改称[1]。新たに桟橋通三丁目停留場が開業する[1]。
- 2014年（平成26年）10月1日：土佐電気鉄道が高知県交通・土佐電ドリームサービスと経営統合し、とさでん交通が発足[3]。とさでん交通の停留場となる。

## 停留場構造

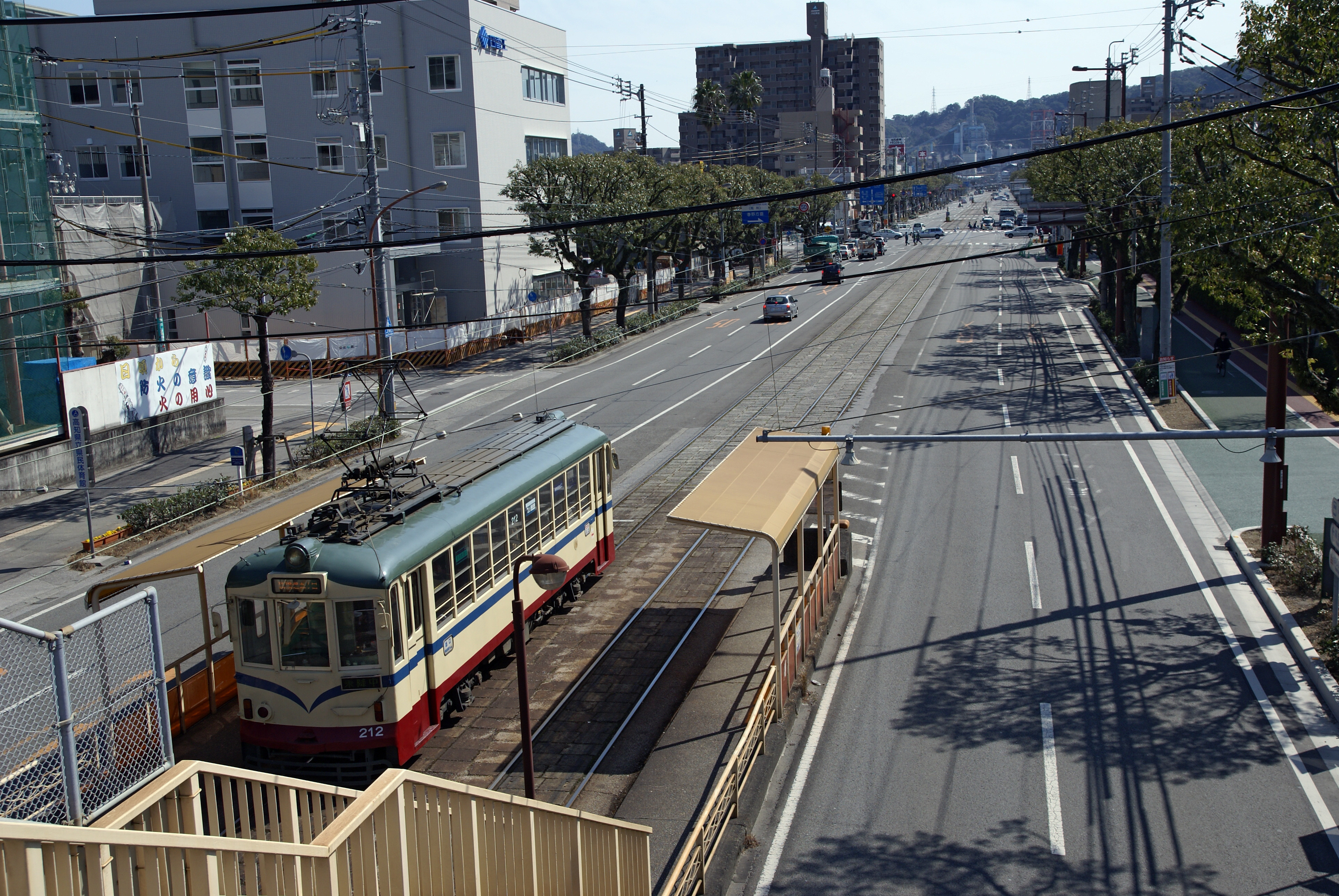
横断歩道橋上から望む

桟橋線の軌道は道路上に敷かれた併用軌道であり、当停留場も道路上にホームが設けられる。ホームは2面あり、南北方向に伸びる2本の線路を挟み込むように向かい合う（相対式ホーム）。軌道の東側にあるのが桟橋方面行き、西にあるのが高知駅方面行きのホーム。ホームと歩道の間は横断歩道橋で連絡する。

## 停留場周辺
停留場すぐのところには高知県立高知工業高等学校、高知県民体育館がある。
- 潮江市民図書館
- 高知百石町郵便局
- エースワン潮江店
- 高知県道34号桂浜はりまや線
- 「桟橋通二丁目」バス停留所

## 隣の停留場
とさでん交通
桟橋線
桟橋通一丁目停留場 - 桟橋通二丁目停留場 - 桟橋通三丁目停留場